# Federação Nacional de Voleibol de Honduras
A Federação Nacional de Voleibol de Honduras  (em espanholːFederación Nacional de Voleibol de Honduras,FNVH) é  uma organização fundada em 1974 que governa a pratica de voleibol em Honduras, sendo membro da Federação Internacional de Voleibol, a entidade é responsável por  organizar  os campeonatos nacionais de  voleibol masculino e feminino no país.